# 台湾鉄路管理局EMU600型電車

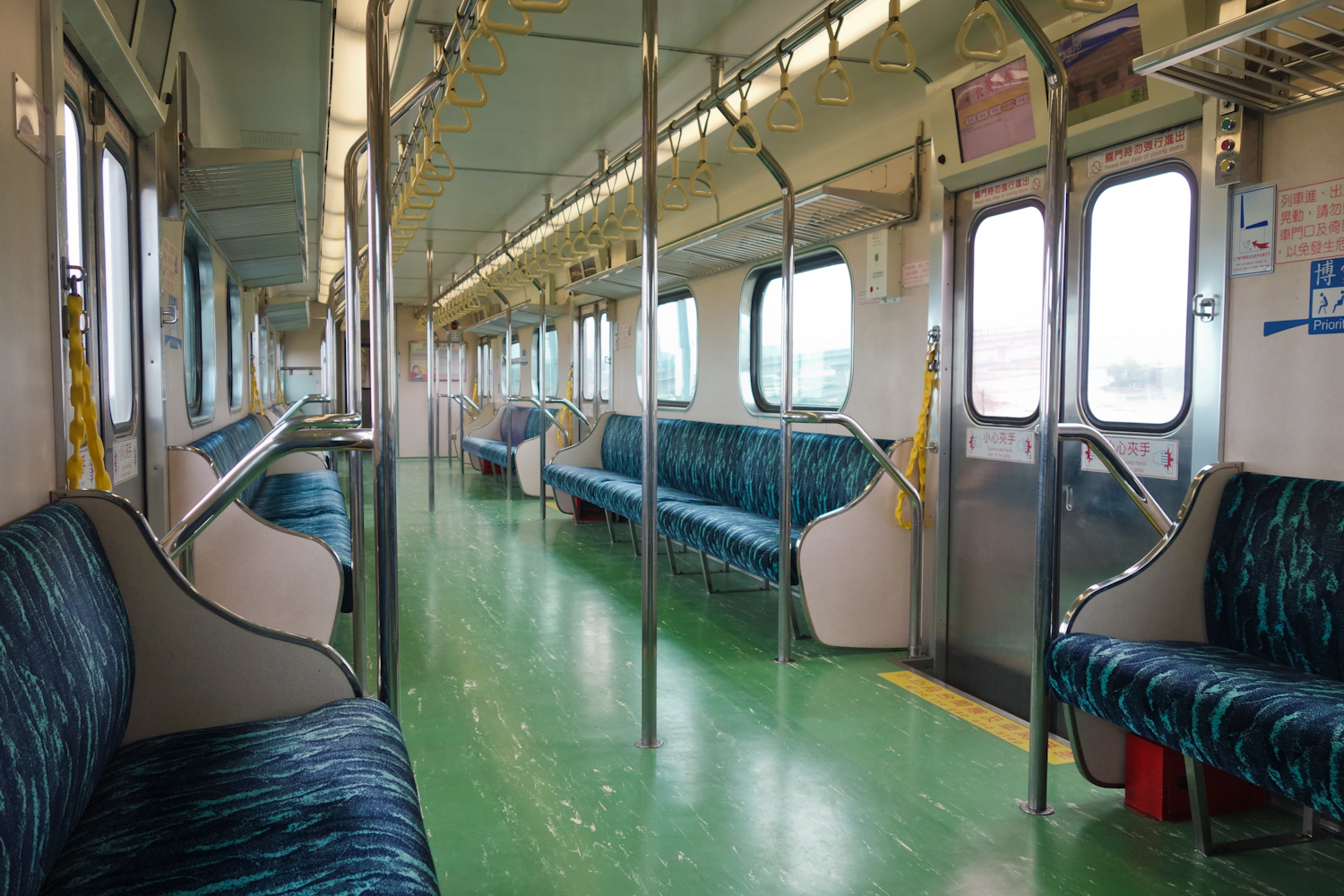
車内

EMU600型電車（EMU600がたでんしゃ）は、2001年12月に営業運転を開始した台湾鉄路管理局（現台湾鉄路公司）の交流電車。

## 概要
宜蘭線と北廻線の電化による電車増備のため、2001年から2002年にかけて56両が韓国のロテム（現・現代ロテム）で製造された。電装品は日本の東芝製である。従来のEMU500型の後継車で、インバータをIGBT素子に変更するなどの変更点がある。
2023年8月24日から、3編成の台車に亀裂が発見されたため、すべての車両に対して一時的に使用停止処置がとられた。

## 仕様

### 構成
4両の固定編成で、両端の先頭車が電動車、中間車が付随車となっている。パンタグラフ・主変圧器は付随車の片方に搭載、制御装置は電動車に搭載している。最大4編成を連結し16両編成での走行、またEMU500型との連結が考慮されている。なお営業運転では最大8両編成で運行される。
主電動機は、三相交流かご型誘導電動機を用いる。出力は240kWで、電動車1両あたり4機を搭載。編成での総出力は1,920kWとなる。制御装置はVVVFインバータを用いた可変電圧可変周波数式である。

### 車体
車体はEMU500型に準拠するが外板に4本のビードが入っている。片側に両開き式の客用扉を3つ備える。ホーム高さの関係で1段のステップがついている。
座席はロングシートで、中間車両に便所が設けられている。

## 編成
|          | EMU600← (逆行)(順行) → |                |             |              |
| 号車     | 1                      | 2              | 3           | 4            |
| 形式     | 45EMC600 (Mc)          | ＜ 45EP600 (T) | 50ET600 (T) | 45EM600 (Mc) |
| 搭載機器 | VVVF                   |                |             | VVVF         |
| 定員     | 182人                  | 182人          | 182人       | 182人        |

凡例
- VVVF：主制御器（VVVFインバータ装置）